# Папская Римская богословская академия
Папская Римская Богословская академия (итал. Pontificia Accademia Teologica Romana) — папская академия, основанная в 1695 году для богословских исследований.

## История
Богословская академия была основана в 1695 году флорентийцем Рафаэлем Козимо де Джиролами, впоследствии кардиналом. В 1718 году папа Климент XI одобрил создание академии и присвоил ей статус папской академии. Папа Бенедикт XIII восемью годами позже утвердил учебные программы и выделил необходимое финансирование. В 1956 году реформирована папой Пием XII (бреве Magister veritatis).

## Современное состояние
Академия возглавляется советом, который избирает президента (по состоянию на 2013 год — доктор Манило Соди, S.D.B.). Общее число академиков — 40 человек, которые разделены на почётных, действительных и членов-корреспондентов. Существует пост «протектора», который занимает действующий кардинал-префект Конгрегации католического образования (по состоянию на 2015 год Джузеппе Версальди). Резиденция академии расположена в Латеранском университете. Академия издаёт с 1947 года журнал Divinitas.